# فرانكو فيراري (لاعب كرة قدم)
فرانكو فيراري (بالإسبانية: Franco Ferrari)‏ هو لاعب كرة قدم بيروفي، ولد في 23 أبريل 1987 في بيرو. لعب مع كورونل بولوجنسي.

## وصلات خارجية
- فرانكو فيراري على موقع قاعدة بيانات كرة القدم.إي يو (الإنجليزية)
- فرانكو فيراري على موقع Soccerway.com (الإنجليزية)